# Eva Hallström (född 1942)
Eva Hallström (även Eva Fahlander), född 13 maj 1942 i Stockholm, död där 26 maj 1997, var en svensk målare.
Hon var dotter till juristen Karl Gustav Hallström och Sonja Fahlander samt mellan 1967 och 1971 gift med arkitekten Thomas Saagpakk.
Hallström studerade en kortare tid vid Konstfackskolan och därefter på Konsthögskolan i Stockholm 1964–1969. Separat ställde hon ut på Galerie Æsthetica 1963 och 1967 samt på Prins Eugens Waldemarsudde 1990 och på Olle Olsson-huset 1993. Bland hennes offentliga arbeten märks utsmyckningen av Stureby sjukhem och Åkeshovs sjukhus i Stockholm. Hallström är representerad vid Moderna museet i Stockholm. Hon är begravd på Skogskyrkogården i Stockholm.